# Slanke kleintandrat
De slanke kleintandrat (Macruromys elegans) is een knaagdier uit het geslacht Macruromys dat voorkomt op Nieuw-Guinea. Er zijn slechts vier exemplaren bekend, die in oktober 1931 op 1400 tot 1800 m hoogte zijn gevangen op Mount Kunupi in de Weyland Range (Westelijk Nieuw-Guinea). Deze soort is veel kleiner en lichter gebouwd en heeft een lichtere vacht dan M. major, de andere soort van zijn geslacht. Ook mist de slanke kleintandrat de witte staartpunt van M. major. De kop-romplengte bedraagt 153 tot 158 mm, de staartlengte 206 tot 220 mm, de achtervoetlengte 36 tot 37 mm en de oorlengte 15 tot 21 mm. Vrouwtjes hebben 0+2=4 mammae.
Slanke kleintandrat (Macruromys elegans) · Macruromys major